# La stirpe del drago
La stirpe del drago (Dragon Seed) è un film del 1944 diretto da Harold S. Bucquet e Jack Conway. È basato sul romanzo Stirpe di drago di Pearl S. Buck.

## Trama
L'invasione giapponese sconvolge l'esistenza di una tranquilla famiglia di contadini cinesi. Visto che la loro sopravvivenza è messa a dura prova, inizialmente si piegano alle esigenze degli occupanti lavorando per loro, ma poi si organizzano in un nucleo di resistenza che colpisce il nemico al vertice: con l'aiuto della nuora Jade architettano di avvelenare le pietanze a un banchetto al quale parteciperanno tutti i protagonisti dello stato maggiore giapponese.